# Sergei Nikolajewitsch Iwlew
Sergei Nikolajewitsch Iwlew (russisch Сергей Николаевич Ивлев, englische Transkription Sergey Ivlev; * 29. Oktober 1983) ist ein russischer Badmintonspieler.

## Karriere
Sergei Iwlew gewann 1999 bis 2001 drei Juniorentitel in Russland. 2001 wurde er auch Dritter bei den Junioreneuropameisterschaften. 2002, 2004 und 2006 siegte er bei den Hungarian International. 2004 war er auch bei den Slovak International und den Finnish International erfolgreich. 2006 siegte er bei den US Open und den Bulgarian International.